# Thomas Nicolai

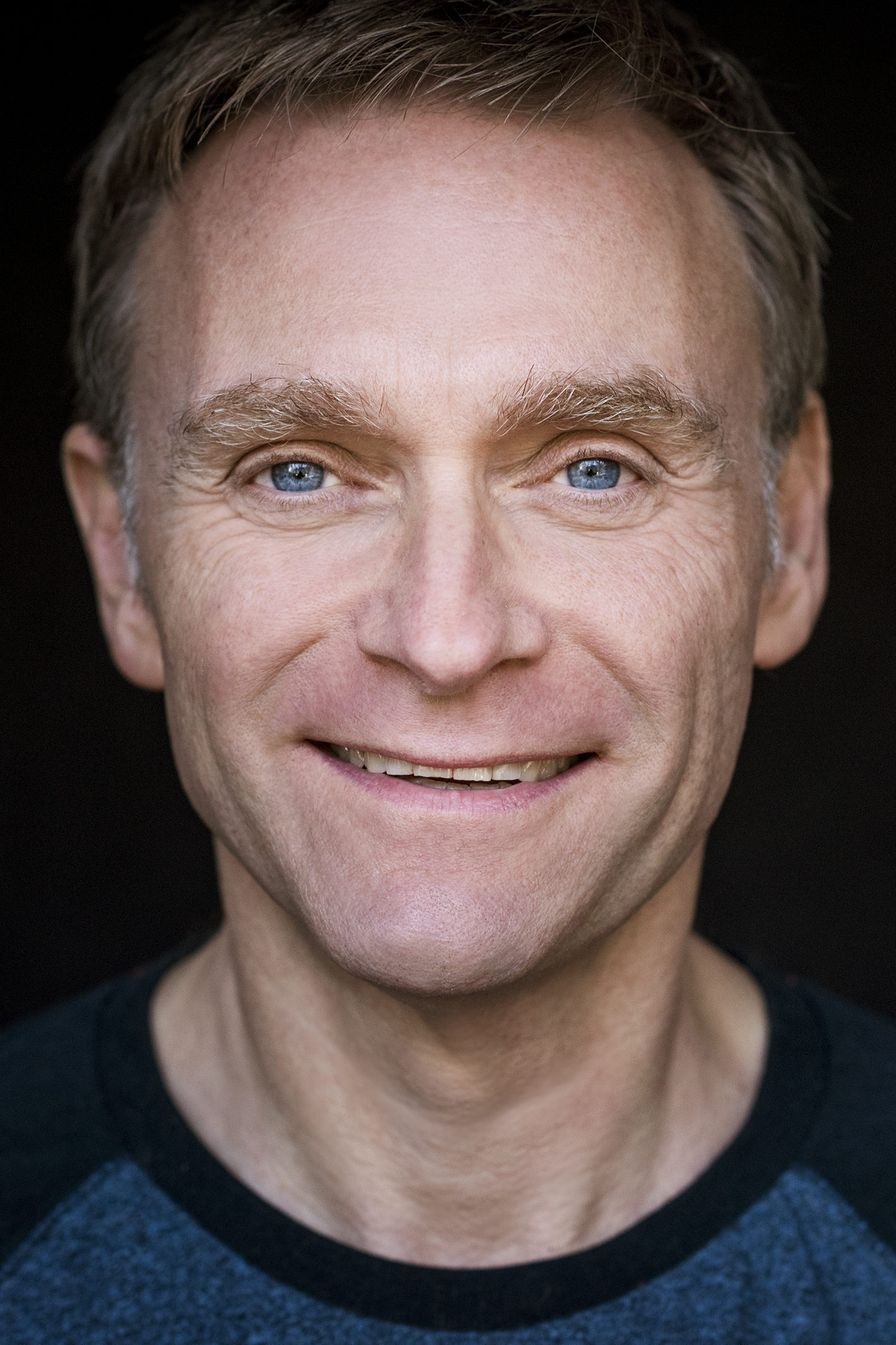
Thomas Nicolai (2020)

Thomas Nicolai (* 8. Dezember 1963 in Leipzig) ist ein deutscher Comedian, Sprecher von Hörspielen und Hörbüchern, Autor und Synchronsprecher.

## Leben
Als Kind spielte Nicolai in Kinder-, Pionier- und Studententheatern, u. a. auch dem „Poetisches Theater Louis Fürnberg“ der Karl-Marx-Universität Leipzig.
Im Jahr 1984, nach dem vierten Versuch, bestand Nicolai die Aufnahmeprüfung an der Hochschule für Schauspielkunst „Ernst Busch“ Berlin in Berlin. Erst nach der absolvierten 18-monatigen NVA-Zeit konnte Nicolai von 1987 bis 1991 Schauspiel studieren. Anfang der 90er Jahre war Nicolai als Schauspieler an Berliner Theatern zu sehen. Von 1991 bis 1994 war er Schauspieler am Berliner Grips-Theater.
Seit 1989 steht Nicolai als Comedian auf der Bühne. Anfangs sang er noch Lieder von Friedrich Hollaender oder vertonte Gedichte von Joachim Ringelnatz und Christian Morgenstern.
1994 verließ Nicolai das Grips-Theater und ist seitdem als freischaffender Comedian mit eigenen Programmen unterwegs.
Für die RTL-TV-Show Wie bitte?! wurde Nicolai von Rudi Carrell entdeckt und war 1992 bei der ersten Staffel dabei.
Auch Hugo Egon Balder lud Nicolai in seine beliebte Comedy-Show RTL Samstag Nacht mehrmals als Gast ein. Daraus entstand die Zusammenarbeit für das RTL-Comedy-Sketch-Format Happiness.
In Nicolais zweitem abendfüllenden Live-Programm „Der blonde Emil: Macht ernst!“ trat das erste Mal der sächsische Pulloverträger Patrick Schleifer auf. Nicolai ließ ihn nach der Pause scheinbar unsichtbar unter den Zuschauern erscheinen. Dadurch entstanden viele kuriose Situationen.
1999 erschien das abendfüllende Programm „Patrick Schleifer: Pullover“.
Der Erfolg des Programms half dabei, bisher verschlossene mediale Türen zu öffnen. TV-Auftritte, Festivalauftritte und ein Plattenvertrag mit SONY folgten. Dennoch blieb es nur bei diesem einen Patrick-Schleifer-Programm.
2004 bekam er seine eigene Personality-Show Ei verbibbsch bei SAT1, die für den renommierten Fernsehpreis Rose d’Or nominiert war.
Nicolai hat mit seinem langjährigen Musiker und Bühnenpartner Robert Neumann und dem Schauspieler Stefan Kaminski die Hörspielserie Die Märchenmäuse kreiert, wobei er nicht nur als Sprecher, sondern auch als Autor der Hörspielfassung, Regisseur und Produzent fungierte.
Nachdem zwei Bücher mit ihm erschienen waren (Sächsisch für Anfänger 2012 und Die Simpsons auf sächsisch 2015), erfolgte 2019 die Veröffentlichung von Sgladschdglei (Asterix auf sächsisch).
2012 trat Nicolai in der Pilotfolge einer neuen Nachrichtensatire des Ersten Deutschen Fernsehens, Das Ernste, auf.
Nachdem er von 1990 bis 2002 unter dem Namen „Der blonde Emil“' firmierte, tritt Nicolai, der auch zum festen Stamm der Moderatoren des Quatsch Comedy Clubs gehörte, seit 2003 nur noch unter seinem wirklichen Namen auf.
Neben seiner komödiantischen Tätigkeit ist er als Sprecher für Hörbücher, Hörspiele, Synchronrollen, Audio-Guides und Werbung aktiv.
2019 übernahm er die Hörspielserie Käpt’n Sharky als Produzent, Autor und Regisseur.
Seit 2022 ist Nicolai wiederkehrender Sprecher für die literarische Kinder-Hörfunksendung Ohrenbär.
Ab Februar 2020 betrieb Nicolai mit seinem Freund Hennes Bender den wöchentlichen Podcast Blühende Landschaften – Ein Ost-West-Dialog, bei dem beide abwechselnd auf witzige und nachdenkliche Weise über die „deutsch-deutschen Unterschiede“ und über ihre eigene Vergangenheit bzw. Erlebnisse sprachen. Die erste Staffel enthält 70 Folgen und wurde ohne Unterbrechung 1,5 Jahre durchproduziert. Seit dem Start der zweiten Staffel wurden die Themen vielfältiger und auch politischer. Es wurden zunehmend auch Gäste wie z. B. Nils Heinrich, Matthias Freihof oder Axel Prahl eingeladen. Mit einer am 7. April 2022 in Hamburg aufgeführten Liveshow, die zusammen mit dem Podcast „Drückste mal record“ als Crossover stattfand, wurde das Format im Schmidtchen mit der 99. Folge eingestellt.
Thomas Nicolai erhielt im Mai 2022 in der Kategorie Kinder- und Jugendaufnahmen den Preis der deutschen Schallplattenkritik für das Hörbuch Der Sprachabschneider.
Im März 2023 veröffentlichte Nicolai zusammen mit Kaelo Michael Janßen den Roman „Nackt auf Usedom“. Im Mittelpunkt des Buches steht eine verordnete Ost-West-Brieffreundschaft zwischen einem Ostler und einem Westler Anfang der 80er Jahre. Das Buch ist im Berliner Satyr Verlag erschienen.
Ab Mai 2023 bis Juni 2024 betrieb Nicolai zusammen mit Nils Heinrich seinen zweiten, eigenen Podcast „Positiv am Pushen“. Jede Folge unterlag einer bestimmten Thematik („Hass“, „Schicksalhafte Begegnungen“). Nicolais Nachfolger wurde für wenige Folgen Stefan Danziger. Am 11. September 2024 wurde der Podcast aus zeitlichen Gründen eingestellt.
Im April 2024 erschien der zweite Asterix-Band "Hühm wie drühm" (Original: Der große Graben, 1980, Egmont Verlag), der von ihm ins sächsische übersetzt wurde.
Das neue Programm „Kamisi“ wurde am 10. Mai 2024 in Lutterbek uraufgeführt.
Im Mai 2024 war Nicolai zu Gast im Podcast "Zärtlichkeiten im Ohr".
Im März 2025 erschien Nicolais erster eigener Roman "Maulberg" im Berliner SATYR VERLAG, der das nordsächsische Dorf gleichen Namens im Mittelpunkt hat, die ein Experiment wagen und vier Wochen DDR spielen. Mit fatalen Folgen. Eine satirische Farce über unkritische Ostalgie und zum geistigen Stand der deutschen Einheit, wie sie aktueller kaum sein könnte. Im Mai 2025 erschien das von ihm selbst eingelesene Hörbuch "Maulberg".

## Werk (Auswahl)

### Programme
- Der blonde Emil: Ein Kessel Mumpitz (1991, mit dem Gitarristen Gerd Miegel)
- Der blonde Emil: Grand Brie (1994)
- Der blonde Emil: … macht ernst! (1997)
- Der blonde Emil präsentiert: Patrick Schleifer (1999)
- Der blonde Emil: … de luxe! (2000)
- Der blonde Emil: Ungefärbt! (2003)
- Director’s Cut – Mein Leben als Film (2005)
- Thomas Nicolai feat. The Savoy Dance Orchestra: SWOP (Big Band Comedy Show, 2006)
- Best of Der blonde Emil (2008)
- Das erste Mal (2010)
- Sächsisch für Anfänger (2012)
- Urst (2014)
- Vorspiel & andere Höhepunkte (2018)
- Kamisi (2024)

### CD
- Auf anderen Bühnen (Duophon, 1996)
- Grosse Stimmen (BMG Ariola, 1996)
- Der blonde Emil: … macht ernst! (BMG Aris, 1998)
- Patrick Schleifer: Pullover (Sony 2001)
- Best of Der Blonde Emil (Dunefish, 2008)
- Sächsisch for juh (Langenscheidt 2012)
- URST (2015)

### Hörspiele und Hörbücher
Nicolai ist im Laufe seiner Karriere bereits für mehrere Verlage tätig gewesen, so etwa Der Hörverlag, Argon Verlag, Der Audio Verlag und Audible:
Hörspiele (Auswahl):
- Jutta Langreuter (ab 2019 mit Jeremy Langreuter): Käpt’n Sharky (Reihe, 19 Folgen; Rollen: Die PiRatte, Coco der Papagei, Fips der Affe). Coppenrath-Records 2006–2019, Sony Europa 2020–2024.
- Uwe Johnson: Das dritte Buch über Achim (Rolle: Achim). Der Hörverlag 2009.
- Kai Meyer: Die Winterprinzessin (Rolle: Napoleon). Zaubermond 2011.
- Marco Göllner: Dorian Hunter: Das Dämonenauge (Rolle: Creacher). Zaubermond 2012.
- Otfried Preußler, Regine Stigloher: Der kleine Wassermann – Herbst im Mühlenweiher (Rolle: Die vier Frösche). Universal 2014.
- Tommy Krappweis: Bill Bo und seine Bande (Rolle: Kill Waas). Audible 2018.
- Sabine Bohlmann: Das Pummeleinhorn (Rolle: Pummeleinhorn). Audible 2019
  - Tommy Krappweis: Das Pummeleinhorn, Folge 4. Audible 2022.
  - Carsten Steenbergen, Tommy Krappweis: Das Pummeleinhorn, Folgen 5–7. Audible 2022–2023.
  - Tommy Krappweis: Pummeleinhorns Abenteuer (Reihe). Leonine 2024–.
- Reinhard Lakomy, Monika Erhardt: Mama Tresore und die Kanalrattenbande (Rolle: Kutte). Sony Europa 2020.
- Sebastian Fitzek: Nachtwandler (Rolle: Dominic Bauer). Audible 2024.
- Eberhard Alexander-Burgh: Der kleine Hui Buh, Folge 36. EUROPA/Sony Music Family Entertainment 2024.
- Sebastian Fitzek: Der Heimweg (Rollen: Moderator, Klaras Vater). Audible 2024.
- Sebastian Fitzek: Der Insasse (Rollen: Moderator, Hopf). Audible 2025.
- Tobias Goldfarb: Hilda Hasenherz: Das Abenteuer auf der Adlerinsel (Rollen: Jens Lars Schlappohr, Hason Kleeblatt). Harper Collins 2025.
- Markus B. Altmeyer: Delete – Spurlos verschwinden, Staffel 1 (Rollen: Lothar, Maskulinist, Comicfigur). Europa 2025.

Hörbücher (Auswahl):
- Martin Moder: Genpoolparty. Argon Verlag 2019.
- Hans-Jürgen Faul, Holger Parsch: Die Autodoktoren. Argon 2020.
- Barbara Rose: Geisterschloss Blauzahn – Lehrer mit Biss. Der Audioverlag 2021.
- J.K. Rowling: Die Märchen von Beedle dem Barden. Der Hörverlag 2021.
- Judith Weber: Die geheime Erfinderschule. Audible 2021.
- Hans Joachim Schädlich: Der Sprachabschneider. Argon 2022.
- David Spencer: Alles Bio – Logisch! Argon 2022.
- Barbara Rose: Geisterschloss Blauzahn – Schlammige Aussichten. Der Audioverlag 2022.
- Julia Bruns: Die Langeweile stirbt zuletzt. Audible 2022.
- Dietmar Bittrich: Morgen, Helga, wird´s was geben. Argon 2022.
- Tom Liehr: Freitags bei Paolo. Aufbau Audio 2022.
- Maurice Leblanc: Arsène_Lupin (Reihe, 11 Folgen). Audible 2022–2023.
- Judith Weber: Die geheime Erfinderschule 2. Audible 2022.
- Eric Ugland: Die bösen Jungs (Reihe, 11 Folgen). Audible 2023–.
- Rüdiger Bertram: Willkommen im Hotel zur grünen Wiese. Random House 2023.
- Nick Hornby: Dickens und Prince. Argon 2023.
- Julia Bruns: Tote brauchen keinen Strandkorb. Audible 2023.
- Ben Garrod: Dinosaurier im Kopfhörer. Audible 2023.
- Rüdiger Bertram: Willkommen im Hotel zur grünen Wiese – Wegen Umbau geschlossen. Random House 2024.
- Florian Aigner: Die Schwerkraft ist kein Bauchgefühl. Audible 2024.
- Markus Heitz: Schnitzel Surprise. Argon/BookBeat 2024.
- Tom Liehr: Im wechselnden Licht der Jahre. Aufbau Audio 2024.
- Alexandra Kui, Peter Godazgar: Harz aber herzlich. Argon 2024.
- David Walliams: Robodog. Argon 2024.
- Kerstin Gier: Vergiss mein nicht – Was die Welt zusammenhält. Argon 2024.
- Thomas Nicolai, Kaelo Michael Janßen: Nackt auf Usedom. Buschfunk 2024 (gelesen von Thomas Nicolai und Axel Prahl)
- David Walliams: Banditen-Papa. Argon 2025.
- Markus Heitz: Vampire! Vampire! Argon/BookBeat 2025.
- Jan Hegenberg: Klima Bullshit Bingo. Audible 2025.
- Stefan Kuhlmann: Umweg zum Sommer. Argon 2025.
- Julia Bruns: Donnerstag ist Schnitzeltag. Audible 2025.
- Thomas Nicolai: Maulberg. Lauscherlounge 2025.

### Synchronrollen
- Jonas Schmidt (als Kriminalassistent Walter Holm) in Die Olsenbande in feiner Gesellschaft, (2010)
- Jonas Schmidt (als Kriminalassistent Walter Holm) in Die Olsenbande auf hoher See, (2013)
- Will Vought (als Comedian) in Good Wife (2009–2016), Episode Drama, euer Ehren! (Staffel 5)
- als Krah in Q Pootle 5 (2013–2014)
- als GGWW in Wolkig mit Aussicht auf Fleischbällchen (2017-), Episode 1, Staffel 1
- Tracy Morgan (als Chris) in The Clapper (2017)
- Shingo Kato (als Bakkum) in Aggretsuko (2018-), 5 Episoden
- Shingo Kato (als Rinta) in Aggretsuko (2018-), 1 Episode
- Junpei Morita (als Lennox Gallagher) in Hero Mask (2018-), 21 Episoden
- Jun'ichi Suwabe (als Zhivago) in The Seven Deadly Sins: Revival of The Commandments (2018) in Episode 9-11, 13 (Staffel 2)
- Claudio Gaetani (als Harlekin) in Pinocchio (2019)
- Todd Stashwick (als Henry) in Denke wie ein Hund (2020)
- Andrew Laing (als Jerry Westwood) in Almost Paradise (2021)
- Richard Brake (als Graf Orlock) in The Munsters (2022)

### Bücher
- Die Märchenmäuse: Das tapfere Schneiderlein (Lappan 2010), ISBN 3-8303-1156-7.
- Die Märchenmäuse: Von Einem, der auszog das fürchten zu lernen (Lappan 2010), ISBN 3-8303-1157-5.
- Die Märchenmäuse: Tischlein deck dich (Lappan 2010), ISBN 3-8303-1162-1.
- Sächsisch für Anfänger (Langenscheidt 2012)
- Die Simpsons: Mundart Band auf Sächsisch (Panini Verlag 2015)
- Asterix: Mundart Band auf Sächsisch „Sgladschdglei“ (Egmont Ehapa Verlag 2019)
- Nackt auf Usedom Roman, zusammen mit Kaelo Michael Janßen (Satyr Verlag 2023), ISBN 978-3-947106-95-0
- Asterix: Mundart Band auf Sächsisch „Hühm wie drühm“ (Egmont Ehapa Verlag 2024), ISBN 978-3-7704-0908-2
- MAULBERG Roman (Satyr Verlag 2025), ISBN  978-3910775312
- So geht Mundart: Sächsisch (Langenscheidt bei PONS 2025)

### DVD
- Quatsch Comedy Club: Das Beste Vol. 2 (2002 BMG)
- Sodom – Lords of Depravity, Part 1 (SPV, 2005)
- Bernd das Brot: Berndivent Vol. 1 (Universal, KIKA 2006)
- Bernd das Brot: Berndivent Vol. 3 (Universal, KIKA 2006)
- Hennes Bender: Komm geh weg LIVE (Turbine 2006, Audiokommentar)
- René Marik: Autschn! (Sony BMG 2008)
- Schmidt Comedy Show, Vol. 1 (Universal 2008)
- Thomas Nicolai: Best of Der blonde Emil (2009)
- Thomas Nicolai: Das erste Mal (2012)
- Thomas Nicolai: Urst (2015)

### Filmografie
- 1991: Der Verdacht
- 1995: Polizeiruf 110: Schwelbrand (TV-Reihe)
- 1996: Happy Weekend
- 1997: Happiness (TV-Serie, 12 Folgen)
- 2004: Ei verbibbsch – Das Comedy Kombinat (TV-Comedyshow, 5 Folgen)
- 2006: Berndivent (TV-Serie, zwei Folgen)
- 2008: Hallo Robbie! (TV-Serie, eine Folge)

## Auszeichnungen
- 1996: 1. Preis 17. Lüdenscheider Kleinkunsttage
- 1999: Thüringer Kleinkunstpreis der 7. Meininger Kleinkunsttage
- 2004: Nominierung für die Goldene Rose von Montreux mit der TV-Show „Ei verbibbsch – Das Comedy Kombinat“ (SAT 1)
- 2022: Preis der deutschen Schallplattenkritik für das Hörbuch Der Sprachabschneider Argon (2022) in der Kategorie Kinder- und Jugendaufnahmen.[2]
- 2024: hr2 Hörbuchbestenliste 04/2024 für das Hörbuch Willkommen im Hotel zur grünen Wiese – Wegen Umbau geschlossen von Rüdiger Bertram, cbj audio (2024) für Kinder- und Jugendhörbücher
- 2024: hr2 Hörbuchbestenliste 11/2024 für das Hörbuch Robodog von David Walliams Argon (2024) für Kinder- und Jugendhörbücher
- 2025: Hörbuch des Monats 03/2025 für das Hörbuch Banditen-Papa von David Walliams Argon (2024), der Deutschen Akademie für Kinder- und Jugendliteratur
- 2025: hr2 Hörbuchbestenliste 03/2025 für das Hörbuch Banditen-Papa von David Walliams Argon (2025) für Kinder- und Jugendhörbücher
- 2025: hr2 Hörbuchbestenliste 08/2025 für das Hörbuch Maulberg von Thomas Nicolai Lauscherlounge (2025) für Belletristik